# Civilisations et cultures antiques
 (janvier 2023).
- Si vous ne connaissez pas le sujet, laissez ce bandeau (vous pouvez alors contacter les auteurs).
- Si vous supprimez le contenu mis en cause (vous pouvez préalablement contacter les auteurs),

argumentez précisément cette suppression dans la page de discussion
(un manque de référence n'est pas un argument ; une recherche réelle de référence doit avoir été effectuée, être formellement documentée).
 (janvier 2023).
Si vous disposez d'ouvrages ou d'articles de référence ou si vous connaissez des sites web de qualité traitant du thème abordé ici, merci de compléter l'article en donnant les références utiles à sa vérifiabilité et en les liant à la section « Notes et références ».

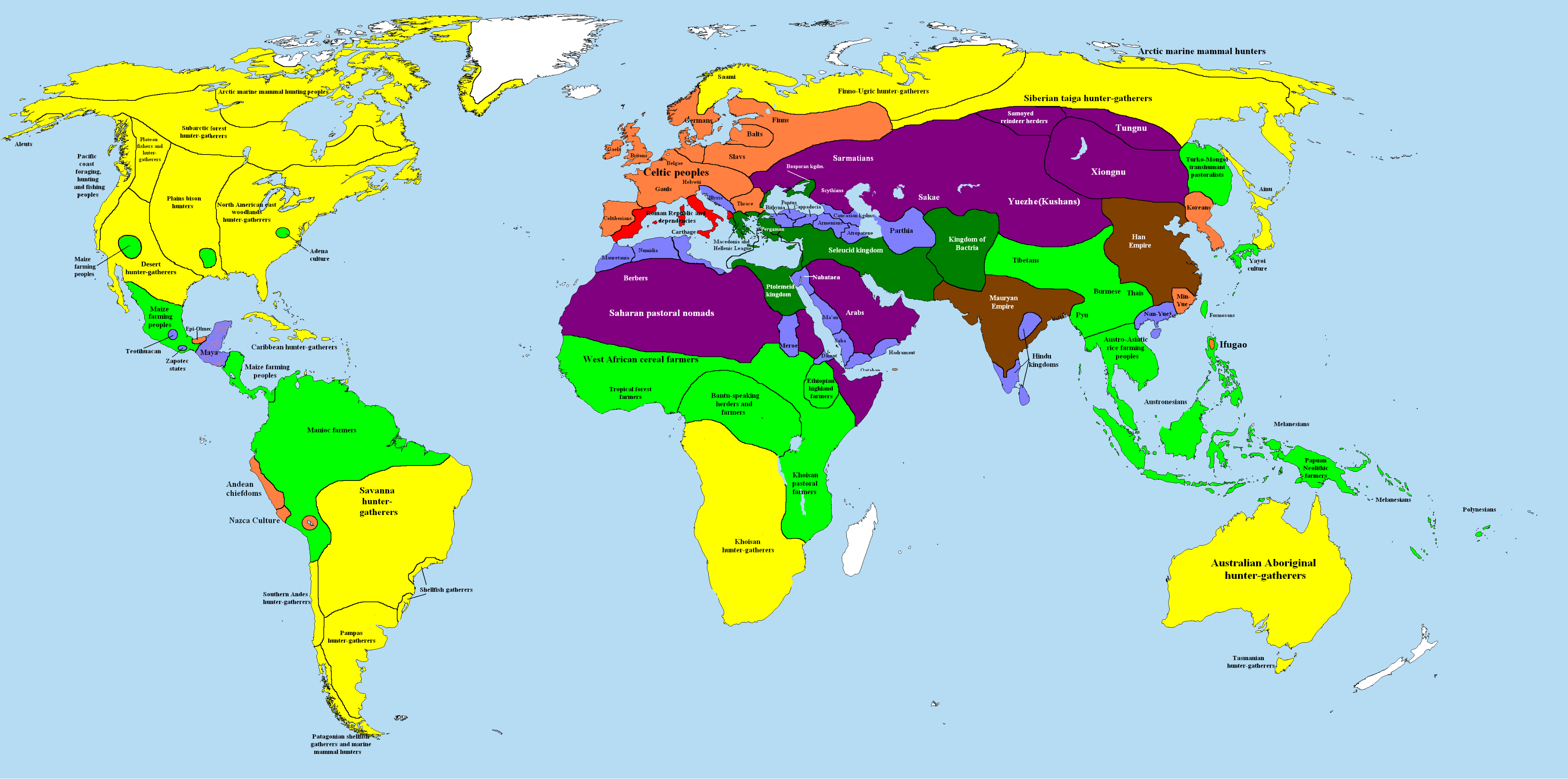
Le monde en 200 av. J.-C.
Chasseurs-cueilleurs
Pasteurs nomades
Cultures agricoles simples
Cultures agricoles complexes / chefferies
Sociétés organisés en État
Inhabités
Empires
États et empires grecs et hellénisés
République romaine et ses dépendances

Le monde au

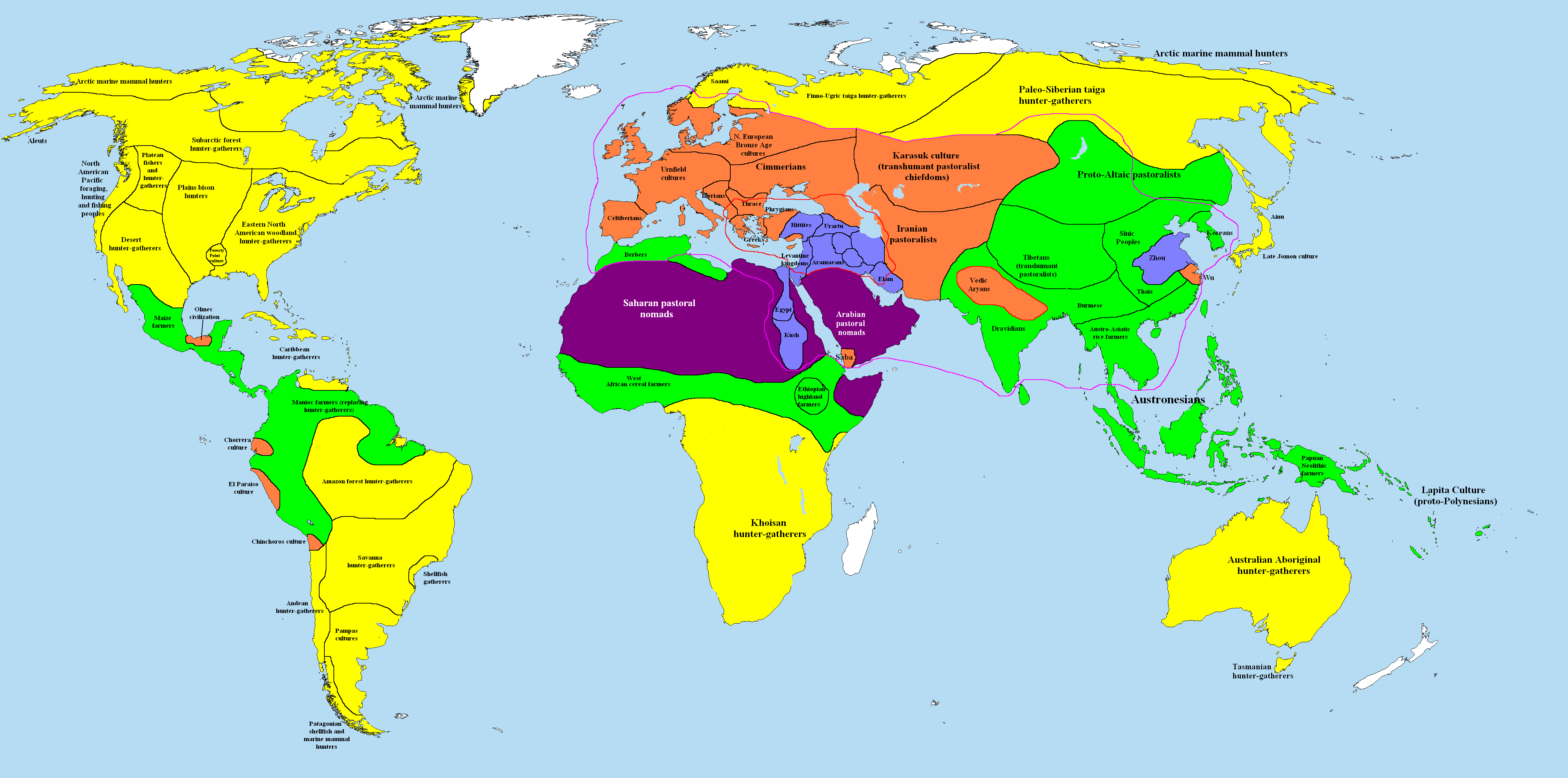
Le monde au

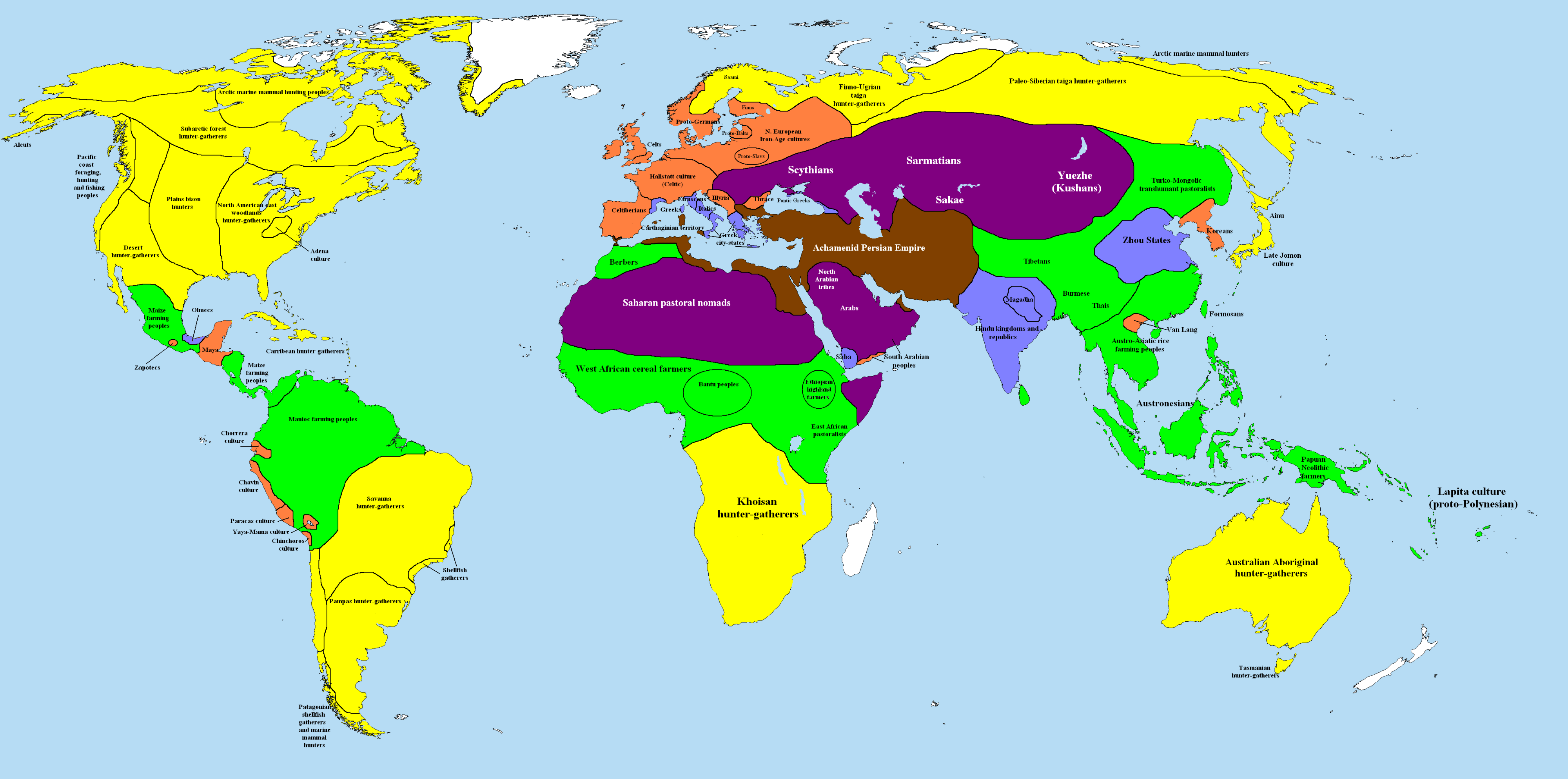
Le monde au

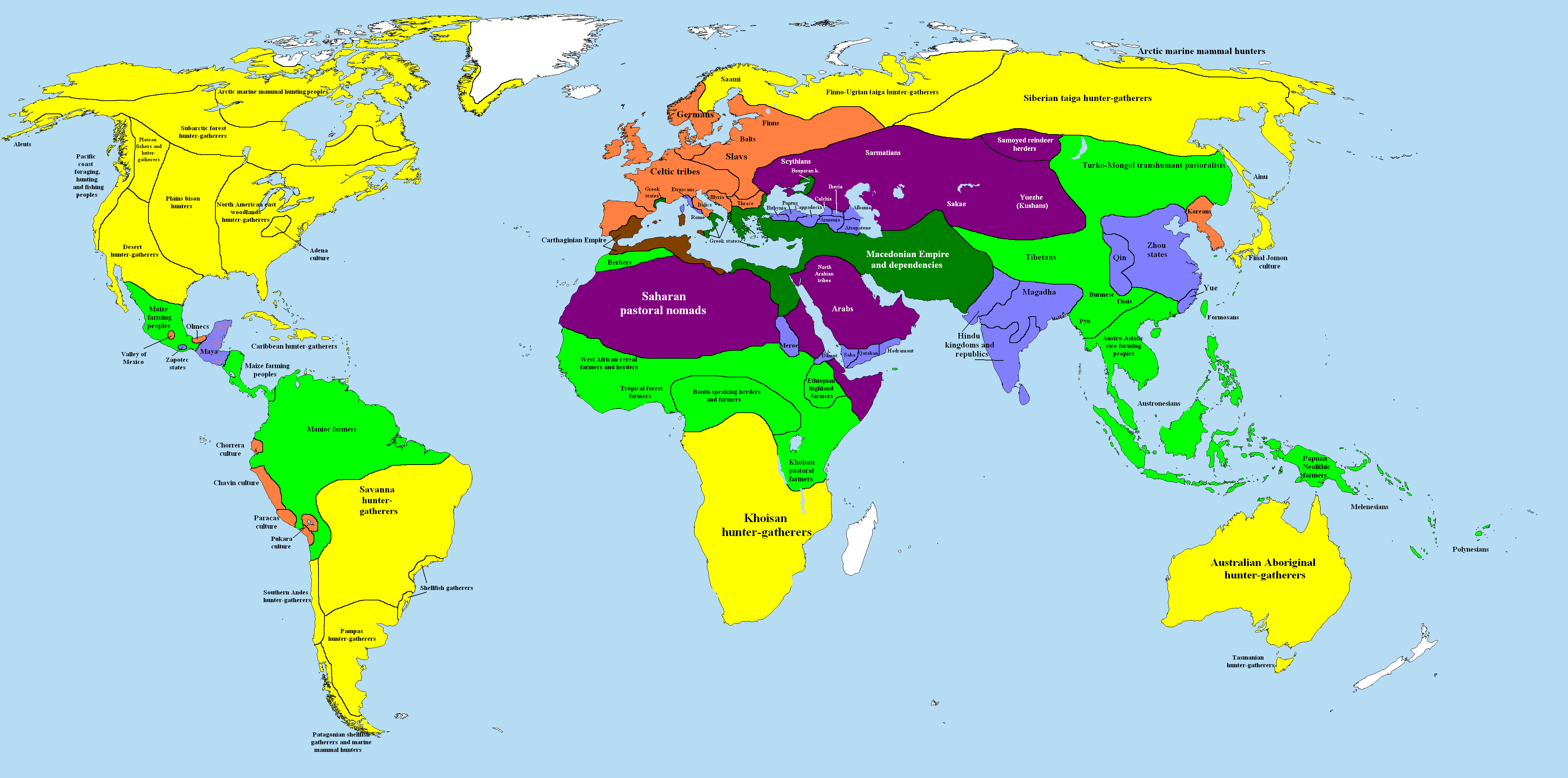
Le monde en 323 av. J.-C.

Les civilisations et cultures antiques rassemblent des sociétés qui ont existé durant l'Antiquité, c'est-à-dire entre environ 3 500 ans av. J.-C. et le Ve siècle de notre ère pour le Moyen-Orient, l'Afrique du Nord et l'Europe, et à des périodes qui démarrent un peu plus tard dans le reste du monde. Certaines d'entre elles ont adopté l'écriture et bâti des royaumes ou des empires centralisés (elles sont alors dites des « civilisations »). D'autres ont développé une culture bien identifiée par l'archéologie et sans écriture mais citée toutefois dans des textes antiques, principalement grecs, romains ou chinois (elles sont alors dites des « cultures »). Les sociétés à écriture demeurent peu nombreuses dans le monde avant le Ier millénaire av. J.-C.

## Afrique

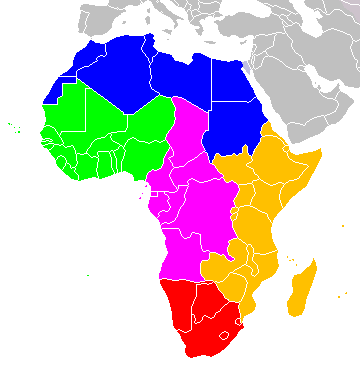
Régions d'Afrique :
Afrique du Nord
Afrique de l'Ouest
Afrique centrale
Afrique de l'Est
Afrique australe

### Afrique du nord
Au cours de l'antiquité l’Afrique du nord a abrité plusieurs civilisations. 
La civilisation Capsian était le plus ancien royaume pour la culture humaine.

#### L’Égypte
de 3150 à 30 av. J.-C.
La civilisation de l'Égypte antique prend forme autour de 3150 av. J.-C. avec l'unification politique de la Haute et de la Basse-Égypte.
La fin de l'histoire égyptienne antique varie en fonction du point de vue adopté. Elle s'achève :
- d'un point de vue ethnologique, à la mort du dernier pharaon autochtone, Nectanébo II en 343 av. J.-C. L' Antiquité égyptienne se confond alors avec celle du monde hellénique;
- d'un point de vue politique, à la mort du dernier souverain autonome, Ptolémée XV Césarion en 30 av. J.-C. L' Antiquité égyptienne se confond alors avec celle du monde romain ;
- d'un point de vue culturel, avec la fermeture du dernier temple égyptien d'Isis à Philae vers 530. Il est ensuite reconverti en église copte en 553.

#### Le royaume de Koush
XXVe siècle av. J.-C. au IVe siècle
Le royaume de Koush, nom donné à la Nubie antique par les égyptiens, est une succession de trois royaumes dans une zone qui comprend actuellement le nord du Soudan et le sud de l'Égypte :
- le royaume de Kerma, du XXVe siècle au XVIe siècle avant notre ère ;
- le royaume de Napata, du VIIIe siècle au IVe siècle avant notre ère ;
- le royaume de Méroé, du IVe siècle avant notre ère au IVe siècle.

#### Le royaume de Carthage
De 814 à 146 av. J.-C.
La civilisation carthaginoise apparait en 814 av. J.-C. à la suite de la rencontre de la culture indigène, constituée par les Berbères, et de la culture qu’apportèrent avec eux les colons phéniciens. Cette civilisation disparait en 146 av. J.-C., vaincue par Rome qui rase complètement la ville de Carthage.

#### Le royaume de Numidie
De 202 à 46 av. J.-C.
Le royaume de Numidie (202 av. J.-C. – 46 av. J.-C.) est un royaume berbère, résultat de l'unification par Massinissa des massaesyles, des massyles et des maurétaniens.

### Afrique de l'est

#### Le pays de Pount
Le pays de Pount est un endroit dont on ignore l'emplacement exact. On connait son existence grâce aux témoignages des nations voisines, notamment l’Égypte. Les premiers témoignages remontent au XXVe siècle avant notre ère.

#### Le royaume de D'mt
Du VIIIe siècle au VIIe siècle av. J.-C.
D'mt est un ancien royaume qui s'étendait sur l'actuelle région de l'Érythrée et le nord de l'Éthiopie. Apparu vers 800 av. J.-C., il a perduré jusqu'au VIIe siècle av. J.-C.

#### Le royaume d'Aksoum
Du IVe siècle av. J.-C. au Ier siècle
Le Royaume d'Aksoum, ou Empire aksoumite, était un royaume commercial important dans le nord-est de l'Afrique, qui s'est développé à partir du IVe siècle av. J.-C. pour atteindre son apogée au Ier siècle.

### Afrique de l'ouest
- Royaumes sahéliens

#### Culture Nok
De -1000 av. J.-C. à 1000
La seule civilisation connue d'Afrique de l'Ouest est la civilisation Nok qui apparaît au Nigeria 1000 ans av. J.-C. et s'éteint mystérieusement à la fin du Ier millénaire.

#### Empire du Ghana
du IIIe au XIIIe siècle
L’empire du Ghana est un ancien royaume africain dont le centre se trouve dans la zone frontalière actuelle entre le Mali et la Mauritanie. Sa capitale était Koumbi Saleh. Il est le premier des trois grands empires marquant la période impériale ouest-africaine.
Désigné par ses habitants sous le nom de empire du Ouagadou (Wagadou), il se fait connaître en Europe et en Arabie comme l'empire du Ghana. Issu du royaume du Ouagadou, l'empire du Ghana s'est développé au VIIIe siècle avec l’exportation d’or et de sel. Il connaît son apogée au Xe siècle, époque à laquelle il s'étend alors sur un territoire à cheval sur la frontière actuelle entre la Mauritanie et le Mali, comprenant, outre le Ouagadou, les provinces du Tekrour (Sénégal actuel), du Sosso, du Mandé et de Diarra, les régions aurifères du Bouré et du Bambouk et Oualata. En 990, Aoudaghost, grande cité berbère, centre névralgique des échanges entre le nord et le sud, est annexée.
L'empire du Ghana décline à partir du XIe siècle, passant successivement sous domination almoravide, puis sous la tutelle de Sosso, et enfin sous celle de l'empire du Mali.

## Asie

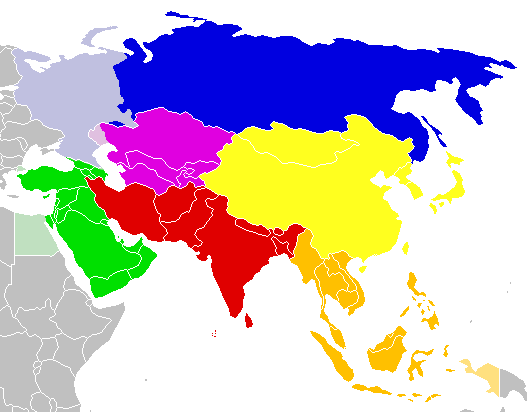
Sous-régions de l'ONU pour l'Asie :
Asie du Nord
Asie centrale
Moyen-Orient
Asie du Sud
Asie de l'Est
Asie du Sud-Est

### Moyen-Orient

#### Mésopotamie

##### Civilisation de Sumer
du XLe siècle au XXe siècle av. J.-C.
La plus ancienne civilisation antique connue serait celle de Sumer en Mésopotamie. Vers -3400, elle développa l'écriture dite cunéiforme, dont les pictogrammes prenaient des formes pointues, à cause de la forme biseautée du calame avec lequel ils étaient tracés.

##### Empire d'Akkad
Du XXIVe siècle au XXIIe siècle av. J.-C.
L'empire d'Akkad (ou empire akkadien) est un État fondé par Sargon d'Akkad qui domina la Mésopotamie de la fin du XXIVe siècle au début du XXIIe siècle av. J.-C. selon la chronologie la plus couramment retenue.

##### Royaume de Babylone
Du XXIVe siècle à 539 av. J.-C.
Le royaume de Babylone s'est épanoui en Mésopotamie du sud du début du IIe millénaire av. J.-C. jusqu'en 539 av. J.-C., date de la prise de sa capitale par le roi Cyrus II de Perse.

##### Royaume de Mitanni
Du XVIIe siècle au XIIIe siècle av. J.-C.
Mitanni (ou Mittani) était un royaume du Proche-Orient ancien dont le centre était situé au nord-est de la Syrie actuelle, dans le triangle du Khabur, à peu près entre le XVIIe siècle et le XIIIe siècle avant notre ère. Il était peuplé en majorité de Hourrites, peuple qui doit son nom actuel à la région appelée Hurri, qui semble recouvrir une grande partie la Haute Mésopotamie. Son élite et sa dynastie régnante, bien que hourrites, préservent cependant des traits archaïques indo-aryens qui traduisent peut-être des origines de ce peuple. Le nom du royaume provient peut-être du nom d'un certain Maitta. Ses voisins l'appelaient de différentes façons : Naharina pour les Égyptiens, Hanigalbat pour les Assyriens, ou encore Subartu dans certains cas.

##### Empire Assyrien
L'Assyrie est une ancienne région du Nord de la Mésopotamie, qui tire son nom de la ville d'Assur, qui est aussi celui de sa divinité tutélaire, le dieu Assur. À partir de cette région s'est formé au IIe millénaire av. J.-C. un royaume puissant qui est devenu par la suite un empire. Aux VIIIe et VIIe siècles av. J.-C., l'Assyrie contrôle des territoires s'étendant sur la totalité ou sur une partie de plusieurs pays actuels tels l'Irak, la Syrie, le Liban, la Turquie ou encore l'Iran.

##### Royaume mède
Du VIIe siècle à 550 av. J.-C.
Les récits relatifs aux Mèdes rapportés par Hérodote ont laissé l'image d'un peuple puissant, qui aurait formé un empire au début du VIIe siècle av. J.-C. qui dura jusqu'en 550 av. J.-C., rivalisant avec les royaumes de Lydie et Babylone. Pourtant, une réévaluation récente des sources contemporaines de la période mède a modifié la perception que les chercheurs ont du « royaume mède ». Cet État demeure imperceptible, ce qui laisse de nombreux doutes à son sujet, certains supposant même qu'il n'y a jamais eu de royaume mède puissant.

##### Dilmun
du IIIe millénaire av. J.-C. jusqu'au milieu du Ier millénaire av. J.-C.
Dilmun (en sumérien kur.dilmun.na ; Tilmun en akkadien ; en grec ancien Τήλος) est un pays mentionné durant toute l’histoire de la Mésopotamie ancienne, depuis le IIIe millénaire av. J.-C. jusqu'au milieu du Ier millénaire av. J.-C.. Il est situé d'après les textes dans le golfe Persique, sur une route commerciale d’importance entre Mésopotamie et Indus, en bord de mer, à proximité de sources artésiennes. On s'accorde pour le localiser plus précisément dans l'île de Bahreïn, et aussi l’île de Failaka, située au Koweït, voire les territoires côtiers du nord-est de la Péninsule Arabique, comme l'îlot de Tarut. L'appellation pourrait correspondre à une fédération, réelle ou fictive, selon les époques, de petits ports de transit des époques anciennes.

#### Asie Mineure

##### Civilisation phénicienne
Les Phéniciens sont un peuple d'habiles navigateurs et commerçants. Partis de leurs cités-États en Phénicie (Liban, et certaines parties de la Syrie et de la Palestine), ils fondent dès 3000 avant notre ère de nombreux comptoirs en bordure de la Méditerranée orientale, notamment Carthage (en 814 av. J.-C.).
Selon Pline l'Ancien, « le peuple phénicien a l'insigne honneur d'avoir inventé les lettres de l'alphabet ».

##### Royaume du Hati
Du XVIIe siècle à 1200 av. J.-C.
Les Hittites sont un peuple ayant vécu dans l'Anatolie au IIe millénaire av. J.-C.. À partir de la seconde moitié du XVIIe siècle av. J.-C., ils construisent un des plus puissants royaumes du Moyen-Orient, le Hatti, dominant l'Anatolie jusqu'aux alentours de 1200 av. J.-C., et ils réussissent à partir du XIVe siècle av. J.-C. à faire passer la majeure partie de la Syrie sous leur coupe.

##### Royaume de Lydie
de 1579 à 548 av. J.-C.
La Lydie forma un royaume dont les limites varièrent, mais qui, sous Crésus, s'étendait de la mer Égée à l'Halys. Le royaume eut trois dynasties de rois, les Atyades (1579 à 1292), les Héraclides (1292 à 708), les Mermnades (708 à 547).

##### Royaume Urartu
Du IXe siècle au VIe siècle av. J.-C.
L'Urartu ou Ourartou est un royaume constitué vers le IXe siècle av. J.-C. sur le haut-plateau arménien, autour du lac de Van (actuelle Turquie orientale). À son apogée au milieu du VIIIe siècle, son territoire s'étend également sur les pays voisins : Arménie autour du lac Sevan, nord-ouest de l'Iran autour du lac d'Ourmia, nord de la Syrie et de l'Irak, voire le sud de la Géorgie. Le terme « Urartu » servait à désigner cet état dans les sources de l'Assyrie, son grand adversaire. Dans leurs inscriptions dans leur propre langue, ses rois parlaient de Biaineli. Ce royaume et sa culture disparaissent dans le courant de la première moitié du VIe siècle av. J.-C. dans des conditions inconnues, laissant la place aux Arméniens.

#### Plateau Iranien

##### Civilisation proto-élamite
De 3300 à 2800 av. J.-C.
La Civilisation proto-élamite a produit une culture originale, reprenant les acquis des cultures antérieures du Plateau iranien, avec des influences mésopotamiennes. Elle a notamment développé une forme d'écriture jusqu'ici non déchiffrée, le proto-élamite.

##### Civilisation de Jiroft
Du XLe siècle au Xe siècle av. J.-C.
La civilisation de Jiroft désigne une ancienne civilisation qui dura du IVe au Ier millénaire av. J.-C. (âge du bronze), ayant eu pour centre la région de la vallée du Halil Rud, autour de la ville actuelle de Jiroft, en Iran du sud.

##### Empire Achéménide
De 556 à 330 av. J.-C.
L'Empire achéménide (556 av. J.-C. – 330 av. J.-C.) est le premier des Empires perses à régner sur une grande partie du Moyen-Orient. Il s'étend alors au nord et à l'ouest en Asie Mineure, en Thrace et sur la plupart des régions côtières de la mer Noire ; à l'est jusqu'en Afghanistan et sur une partie du Pakistan actuels, et au sud et au sud-ouest sur l'actuel Iraq, sur la Syrie, l'Égypte, le nord de l'Arabie saoudite, la Jordanie, la Palestine, le Liban et jusqu'au nord de la Libye.

##### Empire Séleucide
De 305 à 64 av. J.-C.
L'empire Séleucide est formé de la majeure partie des territoires orientaux conquis par Alexandre le Grand, allant de la Syrie à l'Indus et l'empire Maurya. Le cœur politique de l'empire se situe en Syrie antique. Les Séleucides règnent jusqu'au IIe siècle av. J.-C. sur la Babylonie et la Mésopotamie, dans la continuité des Perses achéménides. La dynastie séleucide a régné de 305 à 64 av. J.-C.

##### Empire Parthe
De 247 av. J.-C. à 224
L'Empire parthe (247 av. J.-C. – 224 ap. J.-C.), également appelé Empire arsacide, est une importante puissance politique et culturelle iranienne dans la Perse antique.

##### Empire Sassanide
De 224 à 651 ap. J.-C.
Les Sassanides règnent sur l'Iran de 224 jusqu'à l'invasion musulmane des Arabes en 651. Cette période constitue un âge d'or pour l'Iran tant sur le plan artistique, que politique et religieux.

#### Autres
- Hébreux
- Royaume d'Awsân, du VIIIe siècle au VIIe siècle av. J.-C.
- Minéens
- Qataban
- Hadramaout
- Royaume de Saba
- Royaume du Pont

### Asie centrale

#### Scythes
Du VIIe siècle au IIIe siècle av. J.-C.
Les Scythes sont un ensemble de peuples nomades, d'origine indo-européenne, ayant vécu entre le VIIe et le IIIe siècle av. J.-C. dans les steppes eurasiennes, une vaste zone allant de l'Ukraine à l'Altaï, en passant par le Kazakhstan. Les Perses désignaient ces peuples par le nom de Saka, francisé en Saces. Les sources assyriennes mentionnent les Saces dès 640 avant l'ère chrétienne.

#### Autres
- Tokhariens
- Huns
- Xiongnu

### Asie de l'est

#### Tokhariens
Les Tokhariens étaient un peuple indo-européen d'Asie centrale qui a habité le bassin du Tarim, c'est-à-dire l'actuelle région autonome du Xinjiang (Turkestan oriental), en Chine, et a disparu il y a environ un millénaire. Leur civilisation a été redécouverte par les Occidentaux il y a près d'un siècle, mais elle reste relativement méconnue. À partir des années 1980, la mise au jour, dans l'ouest de la Chine, de momies d'hommes de type européen vieilles de deux à quatre mille ans et probablement tokhariennes, a jeté un très intéressant éclairage sur leur lointain passé. En raison de quelques similitudes avec la culture des Celtes (certaines momies portaient notamment des tartans), fut émise l'hypothèse que les Tokhariens étaient des Celtes de Chine...
D'anciens écrits chinois mentionnent les Tokhariens. On n'y trouve cependant aucune indication sur la langue qu'ils parlaient. Il fallut attendre les expéditions archéologiques du début du XXe siècle pour apprendre qu'elle était indo-européenne et présentait des affinités particulières avec les langues européennes : le tokharien partage beaucoup d'éléments de son lexique avec le germanique et le grec ancien, tandis que, du point de vue morphologique, il s'apparente à l'italo-celtique. Par ailleurs, les variétés de tokharien que nous connaissons se distinguent des autres langues indo-européennes par leur caractère archaïque affirmé.

#### Chine
- Dynastie Shang
- Dynastie Zhou
- Période des Printemps et des Automnes
- Royaumes combattants
- Dynastie Qin (221 à 206 av. J.-C.) : règne de Qin Shi Huang, premier empereur de Chine.
- Dynastie Han (206 av. J.-C. à 220 apr. J.-C.)
- Trois Royaumes de Chine (220 apr. J-C. à 280 apr. J.-C.)
- Seize Royaumes

### Asie du sud

#### Civilisation de la vallée de l'Indus
De 2 600 à 1 900 ans av. J.-C.
La civilisation de la vallée de l'Indus, dite aussi civilisation harappéenne, était une civilisation dont l'aire géographique s'étendait principalement dans la vallée du fleuve Indus dans le sous-continent indien (autour du Pakistan moderne).

#### Royaume Magadha
De 650 à 321 av. J.-C.
Le Magadha est un ancien royaume de l'Inde qui occupait une portion de l'État actuel du Bihar située au sud du Gange, avec Rajagriha, puis à partir du roi Ajatashatru Pataliputra, la moderne Patna, pour capitale.
Terre sacrée car un grand nombre d'événements de la vie de Bouddha y ont eu lieu, ce fut plus tard le berceau de l'Empire maurya.

#### Empire Maurya
De 322 à 187 av. J.-C.
Les Maurya sont une dynastie hindoue fondée par Chandragupta Maurya dans l'année qui a suivi la retraite d'Alexandre le Grand d'Inde. Les Maurya formèrent le premier grand empire de l'Inde et régnèrent ainsi sur une grande partie du sous-continent.

#### Dynastie Shunga
De 185 à 73 av. J.-C.
Les Shunga ou Sunga sont une dynastie hindoue qui règne sur une partie de l'Inde orientale après la dissolution de l'Empire maurya. La capitale des Shunga était Pâtaliputra, l'actuelle Patna.

#### Dynasties tamoules
- Dynastie Pândya
- Dynastie Chola
- Dynastie Chera

#### Empire Satavahana
De 220 av. J.-C. à 220 apr. J.-C.
L’empire Satavahana ou Andhra couvre une grande partie de l'Inde à partir de 220 av. J.-C., jusqu'à environ 220 apr. J.-C.

#### Empire Gupta
Du IIIe siècle au VIe siècle ap. J.-C.
Les Gupta sont une dynastie ayant régné sur le nord de l'Inde de la fin du IIIe siècle aux alentours du milieu du VIe siècle. Cette période est souvent assimilée à un « âge d'or » de la culture indienne ancienne, en raison des réalisations remarquables qui sont datées de cette époque en mathématiques et en astronomie (travaux d'Âryabhata, apparition du zéro en tant que nombre), en littérature et théâtre (œuvres de Kâlidâsa) ou encore en sculpture (écoles de Mathurâ et de Sârnâth, temple de Deogarh) et peinture (à Ajantâ).

#### Autres
- Védisme
- Période védique
- Empire Nanda
- royaume Kuninda
- Kalinga
- Gandhâra du Xe siècle av. J.-C. au XIe siècle
- Shaishunâga
- Maha-Meghavahana (en)
- Pahlavas
- Empire kouchan
- Royaume Kamarupa

### Asie du Sud-Est
- Fou-nan
- Royaume de Champā
- Culture Dong Son
- Culture de Sa Huỳnh
- Royaume Van Lang

## Europe

Les régions de l’Europe selon le codage statistique de l'ONU :
Europe du Nord
Europe de l'Ouest
Europe de l'Est
Europe du Sud

### Europe du Sud

#### Civilisation minoenne
De 2700 à 1200 av. J.-C.
La Civilisation minoenne est une civilisation qui s'est développée sur l'île de Crète et celle de Santorin au sud de la Grèce.

#### Civilisation mycénienne
De 1550 à 1100 av. J.-C.
La Civilisation mycénienne se répand progressivement à partir du sud de la Grèce continentale sur le monde égéen dans son ensemble, qui connaît pour la première fois une certaine unité culturelle. Cette civilisation est notamment caractérisée par ses palais-forteresses, ses différents types de poterie peinte que l'on retrouve tout autour de la mer Égée, ainsi que son écriture, le linéaire B, la plus ancienne écriture connue transcrivant du grec.

#### Grèce antique
Du XIIIe siècle à 146 av. J.-C.
L'histoire de la Grèce antique est divisée en quatre parties :
- Siècles obscurs ;
- Époque archaïque ;
- Époque classique ;
- Époque hellénistique.

#### Étrusques
Du xe siècle à 295 av. J.-C.
Les Étrusques sont un peuple qui vivait depuis l'âge du fer en Étrurie, territoire correspondant à peu près à l'actuelle Ombrie, Toscane et au nord du Latium, soit le centre de la péninsule italienne, jusqu'à leur assimilation définitive comme citoyens de la République romaine, au Ier siècle av. J.-C., après le vote de la Lex Iulia (-90) pendant la guerre sociale.
Ils ont combattu Rome aux côtés des Carthaginois.

#### Royaume d'Illyrie
Du XXe siècle à 9 av. J.-C.
L'Illyrie est un royaume des côtes de la rive orientale de la mer Adriatique, correspondant à peu près à l'Ouest de la Croatie, de la Slovénie, de la Bosnie-Herzégovine, du Monténégro de l'Albanie et du Kosovo actuels. Les Illyriens apparaissent vers le XXe siècle av. J.-C.
Ils étaient divisés en plusieurs tribus : les Ardiéens (Ardianes), les Dalmates, les Dardaniens, les Labéatesles, les Penestes, les Taulantiens... Chacune possédait un roi ; il n'existait donc pas d'unité politique commune à tous, même si au cours de certaines périodes, les Illyriens ont pu s'unir autour d'un chef, mais sans grande continuité dynastique.
La province romaine d'Illyrie est créée en 9 av. J.-C. à la suite de la conquête du royaume d'Illyrie par Auguste, ce qui marque sa fin définitive.

#### Rome antique
De 753 av. J.-C. à 476 apr. J.-C.
L'histoire de la Rome antique est divisée en trois parties :
- Royauté romaine ;
- République romaine ;
- Empire romain.

### Europe de l'Ouest

#### Celtes

##### Culture de Hallstatt
de 1 200 à 450 av. J.-C.
La culture de Hallstatt, ou culture hallstattienne, ou encore Hallstattien, est une culture archéologique du centre-ouest de l'Europe qui s'est développée entre environ 1 200 et 500 av. J.-C. Elle prend son origine au nord des Alpes sur la Tchéquie, la Bavière, et le nord de l'Autriche actuelles. Cette culture est généralement considérée par les historiens comme le berceau des peuples celtes.

##### Culture de la Tène
de 450 à 25 av. J.-C.
La culture de La Tène, ou second Âge du fer, est une culture archéologique qui se développe en Europe entre environ 450 et 25 av. J.-C. Considérée comme l'apogée de la culture celtique, elle succède à la culture de Hallstatt et s'achève avec la conquête romaine de la Gaule et avec les migrations germaniques vers le sud de l'Allemagne actuelle.

### Sud-Ouest européen
- Aquitains
- Ibères

### Europe de l'Est

#### Royaume du Bosphore
du Ve siècle av. J.-C. au IVe siècle
Le Royaume du Bosphore est un royaume grec antique établi sur les rives du Bosphore cimmérien, nom antique de l'actuel détroit de Kertch, qui reliait le Pont-Euxin (l'actuelle mer Noire) au lac Méotide (l'actuelle mer d'Azov), et sur la Tauride, l'actuelle Crimée. Il est fondé au Ve siècle av. J.-C. par les Archéanactides. Les Spartocides leur succèdent de 438 à environ 110 av. J.-C. Le royaume est ensuite intégré dans les possessions de Mithridate VI du Pont avant de retrouver son autonomie comme protectorat romain. Il est détruit par les Ostrogoths et les Huns au milieu du IVe siècle.

#### Culture de Tsaroubintsy
du IIIe siècle av. J.-C. au Ier siècle
La culture de Tsaroubintsy ou de Zarubinets s'est épanouie du IIIe siècle av. J.-C. au Ier siècle au nord de la mer Noire, depuis la haute et moyenne vallée du Dniepr et la vallée de la Pripiat jusqu'au sud de la vallée de la Bug à l'ouest. Les sites archéologiques de Tsaroubintsy sont particulièrement nombreux entre les vallées de la Desna et du Ros, ainsi qu'au bord de la Pripiat.

#### Culture de Tcherniakhov
du IIe au Ve siècle
La culture de Tcherniakhov est une culture pré-slave du IIe au Ve siècle qui s'est développée de la Biélorussie à la Moldavie en passant par l'Ukraine. Le site éponyme est le village de Tcherniakhov dans l'Oblast de Kiev en Ukraine, fouillé dans les premières années du XXe siècle. Vers l'an 300, cette civilisation s'étendit en Roumanie où on la retrouve comme la culture Sânta-Ana de Mureș.

#### Empire des Huns
de 375 à 484 apr. J.-C.
L'Empire hunnique est un système de domination du type « empire des steppes » construit autour du peuple des Huns, d'abord en Asie centrale, puis en Europe à partir de 375.
Il connaît son apogée sous le règne d'Attila, alors que, solidement établi en Pannonie, aux frontières des Empires romains d'Orient et d'Occident, il lance une offensive en Gaule (451), puis en Italie (452). Mais les revers subis à ce moment, puis la mort d'Attila (453), marquent le début de son effondrement en Europe, tandis qu'en Asie, la domination hunnique se prolonge jusqu'en 484.
L'Empire hunnique n'est pas fondé sur la domination de territoires, mais sur un processus de conquêtes de territoires, abandonnés par la suite ; d'autre part, il n'est pas fondé sur la domination exclusive des Huns sur les peuples vaincus, mais sur l'intégration de ceux-ci au sein de l'armée hunnique en vue de nouvelles conquêtes ; l'exemple le plus notable de cette intégration est celui des Ostrogoths, de 375 à 455.

### Europe du nord
- Baltes
- Germains

### Autres
- Celtes
- Daces
- Slaves
- Thraces
- Italiques
- Achéens